# Kao-kiu
Kao-Kiu foren una horda que al segle iv estava establerta a Kobdo i a l'Urungu, que foren els ancestres dels turcs töläch, després uigurs. El 402 van ser sotmesos pels juanjuan.